# Juan Sebastián Reyes Farell
Juan Sebastián Reyes Farell (Yacuiba, 12 de marzo de 1997) es un futbolista boliviano. Juega como defensa.

## Selección nacional
Reyes jugó en la Selección de fútbol sub-23 de Bolivia. Participó en el Torneo sub-23 2020, donde marcó un gol ante la Brasil y titular en todos los partidos. Debutó oficialmente en la Selección de fútbol de Bolivia el 10 de septiembre de 2021 en la derrota 3-0 frente a Argentina en las Clasificatorias para el mundial 2022.

## Clubes
| Club               | País    | Año         |
| ------------------ | ------- | ----------- |
| Jorge Wilstermann  | Bolivia | 2014 - 2016 |
| Petrolero          | Bolivia | 2017        |
| Jorge Wilstermann  | Bolivia | 2018 - 2021 |
| Bolívar            | Bolivia | 2022        |
| Atlético Palmaflor | Bolivia | 2023        |
| Oriente Petrolero  | Bolivia | 2023        |

## Palmarés

### Títulos nacionales
| Título           | Club              | Año           |
| ---------------- | ----------------- | ------------- |
| Primera División | Jorge Wilstermann | Clausura 2016 |
| Primera División | Jorge Wilstermann | Apertura 2018 |
| Primera División | Jorge Wilstermann | Clausura 2019 |
| Primera División | Bolívar           | Apertura 2022 |